# Lil Debbie
Lil Debbie, pseudonimo di Jordan Capozzi (Albany, 2 febbraio 1990), è una rapper, modella e stilista statunitense, conosciuta anche come parte del gruppo ormai sciolto The White Girl Mob, insieme alle rapper Kreayshawn e V-Nasty.

## Biografia
Lil Debbie nasce e cresce ad Albany, California. È di origine italiana e ha una doppia cittadinanza, italiana e americana. Dopo essersi diplomata, continua a studiare fashion design al Fashion Institute of Design & Merchandising (FIDM). Più tardi, abbandona gli studi, sentendo di "avere troppi compiti". A 15 anni, Debbie incontra Kreayshawn e V-Nasty, e da figlia unica passa la maggior parte del tempo con le due, considerandole come le sue "sorelle". Le tre creano poi il gruppo The White Girl Mob.

## Carriera musicale
Nel 2011, Lil Debbie appare nel video musicale per il singolo di debutto di Kreayshawn Gucci Gucci. Nel settembre 2011, gira voce che Debbie sia stata cacciata dal gruppo White Girl Mob, per essere stata sleale verso le altre componenti del gruppo. Debbie dichiara che la scarsa comunicazione e le incomprensioni nel gruppo erano le ragioni principali della sua partenza. In seguito dichiara di non aver avuto molto peso nel gruppo e che stava solo seguendo le decisioni degli altri. Sostiene inoltre di non avere rapporti con le altre due ragazze del gruppo a partire da aprile 2014.
Nel 2012, Debbie inizia una carriera da solista, rilasciando una serie di singoli insieme al rapper di Houston RiFF RaFF (tra i quali Squirt, Brain Freeze, Michelle Obama e Suckas Askin 'Questions) e all'ex componente del gruppo White Girl Mob, V-Nasty, alcuni dei quali sono inseriti nel suo primo progetto solista, un mixtape intitolato Keep It Lit. I video di Debbie per Squirt, 2 Cups e Gotta Ball sono diventati dei successi virali, con oltre 2.000.000 di visualizzazioni su YouTube, e il successo delle canzoni ha contribuito a catapultare la sua carriera. Alcuni dei singoli pubblicati, tra cui Squirt, Brain Freeze e 2 Cups, sono entrati a far parte del primo mixtape di Debbie, Keep It Lit, uscito nel luglio 2012. Nel febbraio 2013 è stato rilasciato il singolo, "I Do It" con K00LJOHN.
Il 22 ottobre 2013, Debbie pubblica il suo primo EP, intitolato Queen D, che include tre brani originali e due remix. Un secondo EP, intitolato California Sweetheart è pronto per l'uscita nell'estate del 2013, ma viene rimandato e pubblicato il 25 marzo 2014. Il 5 agosto dello stesso anno, Debbie rilascia terzo EP, il seguito di California Sweetheart intitolato California Sweetheart Pt. 2. Segue il secondo mixtape della rapper, Young B!Tch, pubblicato il 24 novembre 2014.
Il 10 giugno 2015, il singolo Lofty di Debbie viene pubblicato su iTunes.
Nel 2015, Debbie debutta con la sua linea di prodotti da forno intitolata Cakes alla Blazer's Cup.
Il 3 marzo 2017, Debbie pubblica il suo quarto EP, intitolato XXIII contenente cinque brani originali: Cesqeaux, Moksi, The Galaxy, Yung Felix, Yellow Claw.

## Discografia (selezione)

### Album in studio
- 2016 - Debbie[15]
- 2017 - OG In My System[16]

### Compilation
- 2014- California Sweetheart

### EP
- 2013 - Queen D
- 2014 - California Sweetheart, Pt. 1
- 2014 - California Sweetheart, Pt. 2
- 2015 - Home Grown
- 2017 - XXIII
- 2018 - I'm The Rapper He's The Producer

### Mixtape
- 2012- Keep It Lit
- 2014 - Young B!tch

### Singoli
artista principale
- 2012 - Brain Freeze con Raff Raff[17]
- 2012 - Gotta Ball con VNasty[18]
- 2012 - Michelle Obama[19]
- 2013 - I Do It con Kool John[20]
- 2013 - Ratchets[21])
- 2013 - Bake a Cake[22]
- 2014 - $lot Machine[23]
- 2014 - Work the Middle[24]
- 2015 - Me and You[25]
- 2015 - Lofty[26]
- 2015 - Break It Down[27]
- 2017 - Summer
- 2017 - 2 Cups
- 2017 - Boss Bitch" con Kim Lee

artista in primo piano
- 2013 - Suckas Askin' Questions[28], Suckas Askin Questions (feat. Lil Debbie)
- 2014 - Plugged[29], SD (feat. Lil Debbie)
- 2015 - Get Lit[30] Will Sparks, featuring Lil Debbie
- 2015 - You Mad[31], Alexis Ayaana featuring Lil Debbie
- 2015 - Tinder Surprise[32], Wacko featuring Lil Debbie
- 2018 - To The Max[33], Yellow Claw, featuring Mc. Kekel, Lil Debbie, Bok Nero and MC Gustta

### Video musicali
- 2012 - Brain Freeze, regia di Grizz Lee, con Riff Raff[34]
- 2012 - Squirt, regia di Max Albert, con Riff Raff[35]
- 2012 - 2 Cups, regia di Max Albert, con DollaBillGates[36]
- 2012 - "Gotta Ball, regia di Max Albert, con V-Nasty[37]
- 2012 - Michelle Obama, regia di Max Albert, feat. Riff Raff[38]
- 2013 - Ratchets, regia di J.B. Ghuman, Jr.[39]
- 2013 - Bake a Cake, regia di Joe Dietsch[22]
- 2013 - Bitches, regia di Joe Dietsch e Louie Gibson[40]
- 2014 - $lot Machine, regia di Grizz Lee[41]
- 2014 - Work the Middle, regia di Joe Dietsch e Louie Gibson[24]
- 2014 - On Sight, regia di Lil Debbie, feat. MPA Shitro & Jay Owens[42]
- 2014 - Wiggle, regia di Grizz Lee[43]
- 2015 - Me and You, regia di Lil Debbie[44]
- 2015 - Trap Lust[45]
- 2015 - Lofty, regia di Joe Dietsch[46]
- 2015 - Let's Get High, regia di Joe Dietsch[47]
- 2015 - Break It Down, regia di Lil Debbie[48]
- 2016 - Don't Hate, regia di Grizz Lee[49]